# Tartanedo
Tartanedo és un municipi de la província de Guadalajara, a la comunitat autònoma de Castella-La Manxa. Consta de cinc nuclis urbans que són Tartanedo, Hinojosa, Amayas, Labros i Concha.

## Demografia
| 1991 | 1996 | 2001 | 2004 |
| ---- | ---- | ---- | ---- |
| 208  | 210  | 198  | 174  |